# 厄爾維爾 (愛荷華州)
厄爾維爾（英語：Earlville）是一個位於美國愛荷華州特拉華縣的城市。

## 地理
厄爾維爾的座標為42°28′55″N 91°16′14″W / 42.48194°N 91.27056°W，而該地的平均海拔高度為304米（即997英尺）。

## 人口
根據2010年美國人口普查的數據，厄爾維爾的面積為1.42平方千米，當中陸地面積為1.42平方千米，而水域面積為0.00平方千米。當地共有人口812人，而人口密度為每平方千米571人。